# Cneo Servilio Cepión (cónsul 203 a. C.)
Cneo o Gneo Servilio Cepión  fue probablemente nieto del consular del mismo nombre Cneo Servilio Cepión.

## Carrera política
Fue elegido, en el año 213 a. C. pontífice en el lugar de Cayo Papirio Masón; edil curul en 207 a. C., cuando celebró los juegos romanos tres veces, pretor en 205 a. C., cuando obtuvo la jurisdicción de la ciudad, y cónsul en 203 a. C.
En su consulado Bruttio fue asignada como su provincia, y él fue el último general romano que luchó contra Aníbal en Italia, durante la segunda guerra púnica. El enfrentamiento se llevó a cabo en un barrio de Crotona, pero ningún dato adicional de él se conserva.
Cuando Aníbal abandonó Italia, Cepión pasó a Sicilia, con la intención de cruzar desde allí a África. Para evitarlo, el Senado, que temía que el cónsul no acatara sus órdenes, nombró un dictador, Publio Sulpicio Galba Máximo, quien llamó a Cepión a Italia.
En 192 a. C., Cepión fue enviado con otros legados a Grecia, para alentar a los aliados romanos en la perspectiva de la guerra con Antíoco III el Grande. Murió en la pestilencia del año 174 a. C.